# Michail Salkind
Michail Salkind, in Deutschland, Frankreich und nach 1945 international: Michael Salkind, in Mexiko: Miguel Salkind, geboren als Michail Jakowlewitsch Salkind (russisch Михаил Яковлевич Залкинд; * 22. Februar 1889 in Kiew oder Minsk, Russisches Kaiserreich, heute: Ukraine; † 10. Januar 1974 in Paris, Frankreich) war ein russisch- und ukrainischstämmiger Filmproduzent beim internationalen Film.

## Leben und Wirken
Salkind gilt als einer der großen Unbekannten des Welt-Kinos, nur wenige Fakten über seine Vita sind überliefert. Noch zur Zarenzeit begann der Sohn des Anwalts Jakow Salkind (1858–1932) an der juristischen Fakultät der Universität seiner Heimatstadt Kiew mit einem Jurastudium, das er auch abschloss. Anschließend hat er zeitweise als Direktor die Kiewer Oper geleitet. Nach der bolschewistischen Machtübernahme bekam Salkind offensichtlich Schwierigkeiten mit den Behörden, 1921 ist er via Minsk mit seiner hochschwangeren Frau in den Westen ausgereist und konnte bei dieser Flucht Teile des Familienschmucks aus dem Lande schmuggeln. Kaum auf deutschem Boden angekommen, wurde sein Sohn Alexander Salkind, der später in Michails Fußstapfen treten und gleichfalls Filme produzieren sollte, in Danzig geboren. Bald darauf kehrte Michail Salkind jedoch in die Sowjetunion zurück und übernahm für sechs Monate die Leitung der Leningrader Staatsoper. Anschließend entschloss er sich erneut zur Flucht und verließ die UdSSR, diesmal für immer. Für die kommenden Jahre ließ sich die Familie Salkind in Berlin nieder.
Michail Salkinds Tätigkeiten in Deutschland begannen im September 1922 als Geschäftsführer bei der Gesa Handelsgesellschaft für sanitäre Einrichtungen GmbH. Offenbar erfüllte ihn diese Tätigkeit auf Dauer nicht und er folgte seiner Sehnsucht nach Kultur und Film. So gründete er im Januar 1925 gemeinsam mit G. W. Pabst die Sofar-Film-Produktion GmbH (Sofar steht für Societé des filmes artististiques). Das Ergebnis ihrer Zusammenarbeit war der berühmte Filmklassiker Die freudlose Gasse. Trotz des enormen Kritikererfolges blieb dies Salkinds einzige Filmproduktion in Deutschland. Stattdessen konzentrierte er sich auf den Filmvertrieb. Er gründete mit Hans Hirschel im Juni 1925 die Hirschel-Sofar-Film-Verleih GmbH (firmierte nach dem Ausscheiden seines Geschäftspartners ab 1927 als Sofar-Film-Verleih GmbH). Als Verleiher brachte er u. a. den Pudowkin-Klassiker Die Mutter in die Kinos. Im Jahr 1929 war er Koproduzent bei dem Louise-Brooks-Film Miss Europa. Im Herbst 1932 soll er auch an Pabsts filmischer Umsetzung von Don Quichotte beteiligt gewesen sein. Als Jude 1933 zur Flucht aus dem nationalsozialistisch gewordenen Deutschland genötigt, ließ sich Salkind mit seiner Familie in Frankreich nieder. Erst in den ausgehenden 1930er Jahren konnte Michail dort erneut Arbeit in der Filmproduktion finden. Mit Ausbruch des Zweiten Weltkriegs verließen die Salkinds Frankreich und ließen sich zunächst auf Kuba, dann schließlich in Mexiko nieder. Dort konnte Michail Salkind, der hier seinen Vornamen in „Miguel“ hispanisierte, ab 1943 eine Fülle von Filmen herstellen. In dieser Zeit führte Salkind auch seinen Sohn Alexander an die Filmproduktion heran. Mit Beginn der 1950er Jahre kehrten Michail und Alexander Salkind nach Europa zurück. Michail lebte nunmehr in Paris, trat aber nur noch sporadisch als Filmproduzent in Erscheinung, zumeist im Zusammenspiel mit Alexander. Beide stellten gemeinsam vor allem großangelegte, bildstarke und ebenso prominent wie international besetzte Filmproduktionen wie Austerlitz – Glanz einer Kaiserkrone, Der Prozeß, Cervantes – Der Abenteurer des Königs und Die vier Musketiere – Die Rache der Mylady her.

## Weitere Aktivitäten
1972 wurde Salkind Vertreter der Liga für Menschenrechte an der Côte d’Azur.
Michail Salkind hat sich auch einen Namen als Autor von Gedichten gemacht.

## Filmografie
- 1925: Die freudlose Gasse
- 1929: Miss Europa (Prix de beauté) (TV-Titel: Preis der Schönheit)
- 1931: Mam’zelle Nitouche
- 1937: Gebrandmarkt (Forfaiture)
- 1939: Eusèbe député
- 1944: Imprudencia
- 1944: La hija del regimiento
- 1945: Marina
- 1945: Soltera y con gemelos
- 1945: Escuadrón 201
- 1946: Sinfonía de una via
- 1948: Barrio de pasiones (auch Drehbuch)
- 1948: Ave de paso
- 1949: Contra la ley de Dios
- 1949: Otoño y primavera
- 1949: La rebelión de los fantasmas
- 1949: Hijos de la mala via
- 1950: Der schwarze Jack (Black Jack)
- 1960: Austerlitz – Glanz einer Kaiserkrone (Austerlitz)
- 1962: Der Prozeß (Le procès)
- 1964: Halt die Tasten heiß (Ballade in Blue)
- 1967: Cervantes – Der Abenteurer des Königs (Cervantes)
- 1974: Die vier Musketiere – Die Rache der Mylady (The Four Musketeers: Milady's Revenge)